# William Haugse
William Haugse ist ein US-amerikanischer Filmeditor, der gelegentlich auch als Drehbuchautor und Filmregisseur tätig ist.

## Leben
Haugse war zunächst ab Mitte der 1970er als Editor tätig. 1977 inszenierte er mit Breakfast in Bed sein erstes eigenes Projekt als Regisseur. Beginnend mit Hoop Dreams aus dem Jahr 1994 wandte er sich vollends dem Dokumentarfilm zu und ist hier vor allem im Bereich Filmschnitt tätig. Sein diesbezügliches Schaffen umfasst mehr als 40 Produktionen.
Für seine Arbeit als Editor an Hoop Dreams wurde Haugse 1995 gemeinsam mit Steve James und Frederick Marx für den Oscar in der Kategorie Bester Schnitt nominiert. Zudem gewannen sie den Eddie Award der American Cinema Editors. 1996 wurden sie mit einem Peabody Award ausgezeichnet.

## Filmografie (Auswahl)
Filmeditor
- 1974: Wilde Lust (I Love You, I Love You Not)
- 1980: Cattle Annie (Cattle Annie and Little Britches)
- 1988: Changing this Country: The Testimony of four South African Workers
- 1994: Hoop Dreams
- 2007: Die Brücke von Mitrovica (View from the Bridge: Stories from Kosovo)
- 2017: Dime Short (Kurzfilm)